# Wiązownica Duża
Wiązownica Duża is een dorp in de Poolse woiwodschap Święty Krzyż. De plaats maakt deel uit van de gemeente Staszów en telt 750 inwoners.